# Sylvain Saudan
Sylvain Saudan, född 23 september 1936 i Lausanne i Vaud, Schweiz, död 14 juli 2024 i Les Houches i Haute-Savoie, Frankrike, var en schweizisk extremskidåkare. Han fick smeknamnet "Le skieur de l'impossible" ("det omöjligas skidåkare") under den tidigare delen av sin karriär på 1960- och 70-talen, när han som en av extremskidåkningens pionjärer blev först med att åka skidor utför flera kända bergssidor i Alperna och Himalaya.